# Gotay
Alexis Gotay Pérez (Brooklyn, Nueva York, 22 de junio de 1985), conocido artísticamente como Gotay "El Autentiko" o simplemente como Gotay, es un cantante de reguetón y trap estadounidense de ascendencia puertorriqueña.

## Carrera musical

### 2008-2014: Inicios musicales
Debutó en 2008 con la canción «My Life» y canciones como «Te hablé claro» con Ñengo Flow y «Complácela» ayudaron al exponente a posicionarse dentro del ámbito musical. En 2010, lanzó el sencillo «Que quieres de mi» junto a Ñengo Flow.
Lanzó en 2011, El concepto, el cual contó con la canción «Lo de nosotros» junto a Arcángel y en 2012, lanzó el mixtape titulado Imperio Nazza: Gotay Edition, producido por Musicólogo & Menes. En 2013, lanzó su primer álbum de estudio titulado El del vibrato, el cual contó con el sencillo «Real Love», que contó con una remezcla con Ñejo y Ñengo Flow.

### 2015-presente: Autentik Music
En 2015, lanzó la canción «La espera» con Nicky Jam y en 2017, lanzó su segundo álbum de estudio en 2017 titulado El chamaquito de ahora, el cual contó con colaboraciones de Nicky Jam, Farruko, Ñejo y Arcángel.
Publicó canciones como «El truco» y «Me la robé» en 2018, las cuales formarían parte de su tercer álbum de estudio titulado Autentik, el cual fue lanzado el 31 de enero de 2020. Participó en la producción Nibiru en 2019 como compositor de Ozuna.
Estuvo trabajando en 2020 junto al cantante Ozuna, en su sencillo «Más de ti» (el cual también contó con la participación de Wisin) y como compositor y productor en la mayoría de su álbum de estudio Enoc, incluyendo el sencillo principal «Caramelo».

## Discografía

#### Álbumes de estudio
- 2013: El del vibrato
- 2017: El chamaquito de ahora
- 2020: Autentik
- 2021: C.A.N.T.

#### Mixtapes
- 2011: El concepto
- 2012: Imperio Nazza: Gotay Edition